# Trại Bến Hét
Trại Bến Hét (còn gọi là Trại Biệt kích Bến Hét, Trại Biệt động quân Bến Hét và Căn cứ hỏa lực Bến Hét) là căn cứ cũ của Quân đội Mỹ và Quân lực Việt Nam Cộng hòa (QLVNCH) ở phía tây bắc Kon Tum tại Cao nguyên Trung phần, Việt Nam Cộng hòa. Trại này đáng chú ý vì là nơi diễn ra trận chiến xe tăng giữa Quân đội Mỹ và Quân đội Nhân dân Việt Nam (QĐNDVN), một trong số ít cuộc chạm trán như vậy trong Chiến tranh Việt Nam.

## Lịch sử
Biệt đội A-244 Liên đoàn 5 Biệt kích quân Mỹ lần đầu tiên thiết lập căn cứ tại Bến Hét, khi đó là một bản làng bộ lạc miền núi, vào đầu thập niên 1960 để theo dõi sự xâm nhập của Bắc Việt dọc theo Đường mòn Hồ Chí Minh. Căn cứ này nằm cách khu vực biên giới ba nước Việt Nam-Lào-Campuchia khoảng 13 km, cách Đắk Tô 15 km về phía tây bắc và cách Kon Tum 53 km về phía tây bắc.
Tháng 10 năm 1967, Đại đội C, Tiểu đoàn 299 Công binh quân đội Mỹ đã chuyển đến Bến Hét để xây dựng một sân bay có khả năng tiếp nhận C-7, với điều kiện mở rộng để đón nhận chiếc C-130.:326 Trại được sử dụng để yểm trợ việc tăng cường quân Mỹ trong trận Đăk Tô, với một số tiểu đoàn của Lữ đoàn 173 Nhảy dù triển khai ở đó.:322–3 Sau đó, Tiểu đoàn 299 đã cải thiện con đường 512 từ Trại căn cứ Đắk Tô đến Bến Hét và mở rộng sân bay để nhận thêm nhiều chiếc C-130.:327
Tháng 11 năm 1968, một phi công trực thăng thuộc Phi đội 7, Trung đoàn 17 Kỵ binh đã báo cáo có bốn xe tăng không xác định ở phía tây trại, nhưng báo cáo này chưa bao giờ được xác nhận. Sư đoàn 4 Bộ binh của Mỹ đã có những báo cáo khác về xe tăng của QĐNDVN trong khu vực.:150

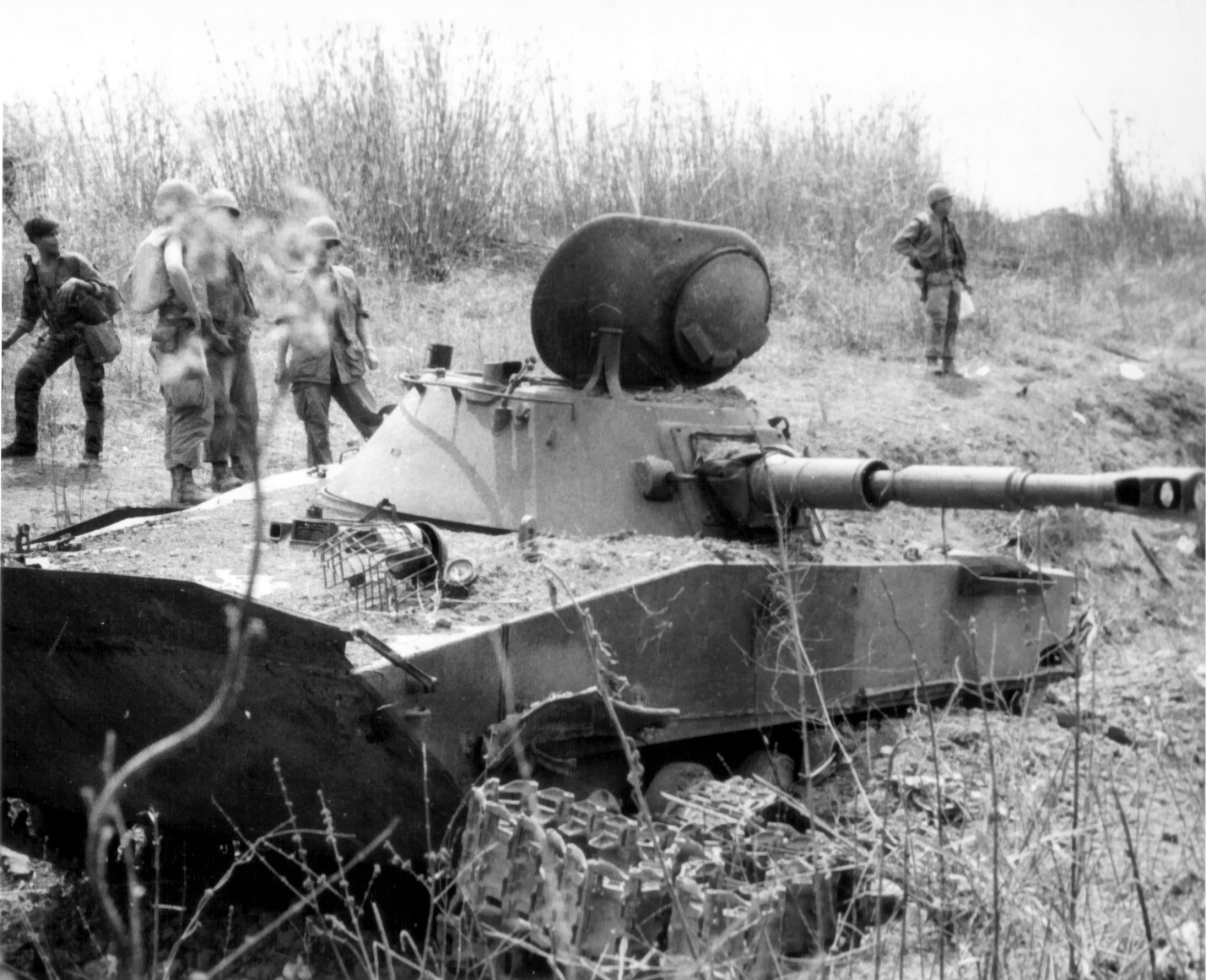
Một trong hai chiếc PT-76 thuộc Trung đoàn Thiết giáp 202 QĐNDVN bị xe tăng M48 Patton của Trung đoàn Thiết giáp 1/69 quân Mỹ phá hủy vào ngày 3 tháng 3 năm 1969.

Đến đầu năm 1969, có 12 cố vấn biệt kích và ba đại đội thuộc Lực lượng Dân sự chiến đấu (CIDG) với tổng số 400 người, với hai khẩu pháo phòng không tự hành M42A1 Duster và một khẩu đội pháo tự hành M107. Để chống lại sự gia tăng lực lượng của QĐNDVN trong khu vực, một đơn vị thuộc Tiểu đoàn 1, Trung đoàn 69 Thiết giáp, được trang bị bốn xe tăng M48 Patton được điều đến tăng cường cho trại này. Ba trong số bốn xe tăng này chiếm giữ các vị trí cố thủ trên một ngọn đồi hướng về phía tây hướng về Campuchia, trong khi xe tăng cuối cùng chiếm giữ một vị trí khai hỏa trong trại chính nhìn ra tuyến đường tiếp tế.:150–1 Trung đoàn 28 và 66 QĐNDVN tiếp tục bao vây căn cứ này từ tháng 5 cho đến tháng 6 năm 1969.
Sau khi quân đội Mỹ rời đi, căn cứ này được bàn giao cho Tiểu đoàn 85 Biệt động quân Biên phòng QLVNCH sử dụng. Vào đầu tháng 10 năm 1972, Sư đoàn 320 QĐNDVN tập trung tấn công vào căn cứ, lên đến đỉnh điểm vào ngày 12 tháng 10 với một cuộc pháo kích khoảng 1.500 quả đạn pháo, rocket và súng cối vào trong và xung quanh trại, phá hủy xe pháo, đạn dược dự trữ và lương thực quan trọng của quân phòng thủ. Tiếp theo là các đợt xung kích của QĐNDVN và đơn vị đồn trú gồm 300 người báo cáo thương vong ban đầu là 60 người chết và 120 người bị thương. Hơn 100 cuộc không kích của máy bay ném bom chiến đấu và oanh tạc cơ B-52 đã không ngăn chặn được làn sóng tấn công và mất liên lạc vô tuyến với quân phòng thủ vào đêm ngày 12 tháng 10 năm 1972. Khoảng 140 người lính sống sót đã chạy thoát khỏi trại và bỏ trốn về phía tây nam thì bị máy bay của quân mình phát hiện vào sáng ngày 13 tháng 10. Các cuộc không kích được dùng nhằm mục tiêu phá hủy trang thiết bị trong căn cứ bị bỏ hoang. Trước cuộc pháo kích này, hai cố vấn người Mỹ đã được sơ tán kịp thời.
Sau ngày 30 tháng 4 năm 1975, căn cứ này được chính quyền địa phương chuyển đổi thành đất nông nghiệp.